# Nœux-les-Mines
Nœux-les-Mines is een gemeente in het Franse departement Pas-de-Calais in de regio Hauts-de-France. De plaats maakt deel uit van het arrondissement Béthune. Nœux-les-Mines telde op 1 januari 2022 11.384 inwoners.

## Geografie
De oppervlakte van Nœux-les-Mines bedroeg op 1 januari 2022 8,84 vierkante kilometer; de bevolkingsdichtheid was toen 1.287,8 inwoners per km².

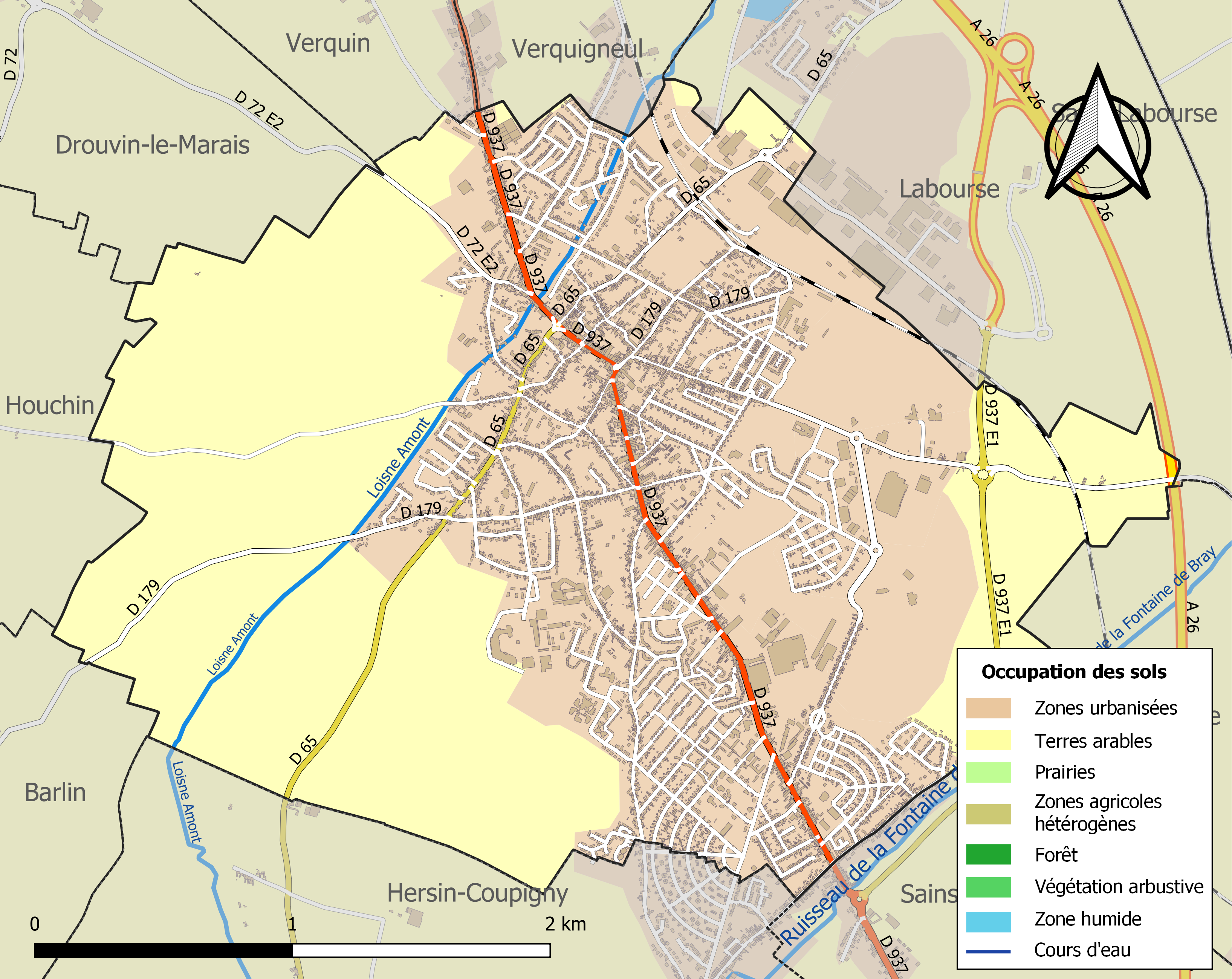
Kaart van de gemeente met belangrijkste infrastructuur, bodemgebruik en omliggende gemeenten

## Demografie
Onderstaande figuur toont het verloop van het inwonertal (bron: INSEE-tellingen).

## Geboren in Nœux-les-Mines
- Raymond Kopa (1931-2017), voetballer